# Bendición de Moisés
La Bendición de Moisés es el nombre que se le da a un poema profético que aparece en Deuteronomio Deuteronomio 33:2-27, donde se presenta como una bendición de las tribus de Israel por parte de Moisés. El poema comparte así su tema con la Bendición de Jacob. La Bendición de Moisés contiene pocas bendiciones, y la mayoría de los versículos describen la condición de las tribus en una época posterior. 
El versículo 33:2 se suele considerar «una de las cruces más difíciles de la Biblia».

## Narrativa bíblica
Moisés comienza con alabanzas a YHWH, que se había revelado a su amado pueblo, y luego pasa a bendecir a las diferentes tribus. Menciona primero las tribus del sur, comenzando por Rubén y Judá, y luego las del norte, Dan, Neftalí y Aser. En cuanto a la tribu de Rubén, solo hay una oración: «Que Rubén viva y no muera, aunque sea poco numeroso» (versículo 6). La tribu de Simeón parece estar omitida, pero esto se explica en Josué 19:1: «La porción de la tribu de los simeonitas, según sus clanes, estaba dentro de la porción de los judaítas». Por Judá, Moisés reza para que el Señor escuche su voz y le ayude contra sus enemigos (versículo 7).
A continuación viene una larga alabanza a la tribu de Leví. Después de referirse a sí mismo con las palabras «Que dijo de su padre y de su madre: / «No los tengo en cuenta»», cf. Éxodo 32:26-30, Moisés declara que esta tribu será la maestra de la Ley y la representante sacerdotal de Israel ante YHWH. A continuación, se bendice a la tribu de Benjamín como la amada de YHWH: «Descansa seguro junto a [Dios], / que lo protege siempre, / como descansa entre los hombros de Dios» (versículo 12).
La mayor atención se presta, con diferencia, a la tribu de José:

Bendita sea la tierra de יהוה 

Con la abundancia del rocío del cielo, 

Y de las profundidades que yacen debajo; 

Con el generoso rendimiento del sol, 

Y la abundante cosecha de las lunas; 

con lo mejor de las montañas antiguas, 

y la abundancia de las colinas inmemoriales; 

con la abundancia de la tierra y su plenitud, 

y el favor de la Presencia en la zarza. 

Que todo esto descanse sobre la cabeza de José, 

sobre la corona de los elegidos de sus hermanos. 

Como un toro primogénito en su majestad, 

tiene cuernos como los cuernos del búfalo; 

con ellos hiere a los pueblos, 

los confines de la tierra, todos y cada uno.

El monte Tabor, la costa arenosa y el litoral representan la felicidad de las tribus de Isacar y Zabulón (versículos 18-19). Gad es tan fuerte como un león; él seleccionó la tierra que sería el último hogar del legislador de Israel (versículos 20-21; cf. Números 32).
Moisés menciona a continuación las tribus del norte y las tres últimas tribus de Israel. Dan es el león que salta de Basán (versículo 22; véase Jueces 18:1-3, 27, 29; Josué 19:47-48). Neftalí, cuyas posesiones se encuentran al oeste y al sur, está lleno de la bendición de YHWH (compárese con Josué 19:32-39). El último de todos es Aser: «Que sea el favorito de sus hermanos, / que moje su pie en aceite. / Que tus cerrojos sean de hierro y cobre, / y que tu seguridad dure todos tus días» (versículos 24-25).
Por último está Jeshurun, protegido por YHWH que va en carro. Aquí el profeta vuelve a las palabras iniciales de la bendición, alabando a YHWH y proclamando la gloria y el honor de Israel.

## Opinión crítica
Según la moderna hipótesis documental, el poema era originalmente un texto independiente, que fue insertado por el deuteronomista en la segunda edición (de dos) del texto que se convirtió en el Deuteronomio (es decir, fue una adición en «Dtr2»).
Cabe destacar que el poema no describe a Simeón, lo que podría proporcionar una fecha para la composición del poema, ya que se cree que Simeón perdió gradualmente su identidad tribal, ya que su territorio tradicional se encontraba íntegramente dentro del de Judá. El poema también menciona brevemente a cada tribu, excepto a las tribus de José y Leví, lo que puede indicar que el poema se originó dentro del sacerdocio levítico, dentro del territorio de las tribus de José, o más generalmente en el norte del reino de Israel donde Efraín, parte de la tribu de José, era la más prominente.
Es difícil establecer la conexión entre la bendición de Moisés y la de Jacob. La mayoría de las autoridades sostienen que la primera dependía directamente de la segunda, y su principal argumento se basa en el pasaje sobre José, parte del cual también figura en la bendición de Jacob. Pero no cabe duda (según el JE) de que el pasaje sobre José en la bendición de Jacob fue ampliado a partir del material contenido en la bendición de Moisés. De lo contrario, se podría basar un argumento similar en la misma disposición de cada bendición de las tribus de Zabulón e Isacar, y en otros puntos de acuerdo que, sin embargo, indican una similitud en el asunto más que una conexión directa.

### Versículos dudosos
La bendición de Moisés, al igual que la bendición de Jacob, contiene solo unas pocas bendiciones, y la mayoría de los versículos describen la condición de las tribus en el momento en que fue escrita. Al igual que el texto de la bendición de Jacob, el texto de estos versículos no está intacto: el comienzo (versículos 2 y 3) ha sufrido «muchas mutilaciones»; e incluso con la ayuda de las versiones es imposible llenar el vacío. Quizás la introducción y la conclusión no fueron escritas por el autor de la bendición en sí. Steuernagel, en su comentario sobre Deuteronomio, señala que la transición del versículo 5 al 6 y del 25 al 26 es muy abrupta, y que el contenido de la introducción y la conclusión son de naturaleza completamente diferente al de los demás versículos. Los versículos 26 «et seq.» parecen conectar con el versículo 5; y es natural suponer que los versículos benéficos fueron insertados posteriormente. Los versículos 9 y 10 fueron presumiblemente también obra de un autor posterior.

### Fecha probable de origen
Los estudiosos no se han puesto de acuerdo sobre cuándo se escribió la Bendición de Moisés: las propuestas van desde el siglo XI, como fecha más temprana, hasta el siglo VI, como fecha más tardía.
La Enciclopedia Judía(1906) da por cierto que la bendición de Moisés es posterior al núcleo de la bendición de Jacob. Mientras que en este último Simeón y Leví (compárese con Génesis 34) son censurados por su pecado y amenazados con la dispersión en Israel (Génesis 49:5-7), la bendición de Moisés no menciona en absoluto a Simeón; y en ella Leví aparece como la tribu de los sacerdotes, aunque aún no se le ha asegurado el oficio sacerdotal, ni se le respeta por ostentarlo. Más bien, se encuentra con persecuciones, probablemente por parte de quienes disputan su derecho al sacerdocio (Deuteronomio 33:8 y ss.). Mientras que en la bendición de Jacob Rubén es amenazado con la pérdida de su primogenitura, en la otra bendición se expresa el deseo: «Que viva Rubén, y no muera; y que no sean pocos sus hombres». Esto es una clara indicación de que Rubén, antes de ese momento, había caído en un estado de absoluta insignificancia. Y mientras que, de nuevo, el pasaje sobre José en uno de los textos designa un período en el que esta tribu se defendió con éxito de sus enemigos, el pasaje correspondiente en el otro (Génesis 49:22 y ss.) apunta a una época en la que Efraín mantuvo su poder intacto y derrotó a sus enemigos por todos lados: «Su gloria [la de José] es como la primicia de su novillo, y sus cuernos son como los cuernos de los unicornios; con ellos empujará a los pueblos hasta los confines de la tierra» (Deuteronomio 33:17). Este versículo se refiere sin duda a una época posterior a las guerras sirias bajo Acab. Es más probable que se refiera a la época de Jeroboam II, que tuvo más éxito que cualquiera de sus predecesores en la derrota de los enemigos de Israel. Es probable que el pasaje sobre Gad aluda al mismo período, en el que esta tribu resistió con éxito a los sirios.
La afirmación de August Dillmann (en su Comentario sobre Números y Deuteronomio, p. 415) de que la bendición de Judá apunta al período inmediatamente posterior a la separación de los dos reinos es «difícilmente correcta» (JE). Basa su opinión en el hecho de que la alabanza a Leví y a la tribu de Benjamín, junto con lo que se dice de Judá y José, solo podría aplicarse a este período. Steuernagel sugiere que la alusión podría ser a la victoria de los edomitas (II Reyes 14:7), que tal vez puso fin a las penurias causadas a Judá por Edom. Quizás, también, la alusión podría referirse a la situación descrita en II Reyes 12:18 y ss. En cualquier caso, sin forzar la cuestión, se puede suponer que pasajes como los de Benjamín y Leví se refieren al comienzo del siglo VIII a. C., y el pasaje sobre José difícilmente presupone el período de Jeroboam I. Por lo tanto, Reuss (Geschichte der Heiligen Schriften des Alten Testaments, p. 213), Cornill (Einleitung in das Alte Testament, p. 72) y otros tienen razón al considerar que la bendición de Moisés se originó en el siglo VIII a. C. En cualquier caso, ninguno de los versículos indica la autoría de Moisés; esta tradición no está implícita en ninguna característica de la bendición en sí, y solo se menciona en los versículos introductorios y finales (31:30, 32:44a), que tienen por objeto proporcionar un marco al poema y establecer la conexión entre sus diversas secciones.